# Put Your Head on My Shoulder
Put Your Head on My Shoulder is een liedje, geschreven door Paul Anka.

## Paul Anka
Put Your Head on My Shoulder haalde in 1959 de tweede plaats in de Amerikaanse Billboard Hot 100. Ook in het Verenigd Koninkrijk haalde het een hitnotering met 12 weken met als hoogste plaats een zevende. Nederland en België hadden nog geen officiële hitparades; het stond wel in de maandelijkse hitparade van muziektijdschrift Muziek Expres die diende als voorloper van de Nederlandse Top 40 en bereikte daar de dertiende plaats.

### Hitnotering

#### NPO Radio 2 Top 2000
| Nummer met noteringen in de NPO Radio 2 Top 2000 | '01  | '02 | '03  | '04 | '05  |
| ------------------------------------------------ | ---- | --- | ---- | --- | ---- |
| Put your head on my shoulder                     | 1731 | -   | 1973 | -   | 1917 |

1. ↑  Een '-' betekent dat het nummer niet was genoteerd en een vetgedrukt getal geeft de hoogste notering aan.
2. ↑  2001 was het eerste jaar met een notering voor dit nummer.
3. ↑  Deze tabel is bijgewerkt tot en met de laatste editie (2024).

## Albert West
Albert West nam het lied in 1973 op en zong het de Nederlandse en Vlaamse hitparades in. Het is een single die niet afkomstig is van een van zijn langspeelplaten, maar kwam uit ten tijde van zijn eerste soloalbum First album.

### Hitnoteringen

#### Nederlandse Top 40
| Hitnotering: 15-12-1973 t/m 16-02-1974 | Hitnotering: 15-12-1973 t/m 16-02-1974 | Hitnotering: 15-12-1973 t/m 16-02-1974 | Hitnotering: 15-12-1973 t/m 16-02-1974 | Hitnotering: 15-12-1973 t/m 16-02-1974 | Hitnotering: 15-12-1973 t/m 16-02-1974 | Hitnotering: 15-12-1973 t/m 16-02-1974 | Hitnotering: 15-12-1973 t/m 16-02-1974 | Hitnotering: 15-12-1973 t/m 16-02-1974 | Hitnotering: 15-12-1973 t/m 16-02-1974 | Hitnotering: 15-12-1973 t/m 16-02-1974 | Hitnotering: 15-12-1973 t/m 16-02-1974 |
| Week:                                  | 1                                      | 2                                      | 3                                      | 4                                      | 5                                      | 6                                      | 7                                      | 8                                      | 9                                      | 10                                     |                                        |
| -------------------------------------- | -------------------------------------- | -------------------------------------- | -------------------------------------- | -------------------------------------- | -------------------------------------- | -------------------------------------- | -------------------------------------- | -------------------------------------- | -------------------------------------- | -------------------------------------- | -------------------------------------- |
| Positie:                               | 25                                     | 14                                     | 13                                     | 9                                      | 9                                      | 13                                     | 21                                     | 32                                     | 38                                     | 40                                     | uit                                    |

### NederlandseSingle Top 100
| Hitnotering: 15-12-1973 t/m 26-01-1974 | Hitnotering: 15-12-1973 t/m 26-01-1974 | Hitnotering: 15-12-1973 t/m 26-01-1974 | Hitnotering: 15-12-1973 t/m 26-01-1974 | Hitnotering: 15-12-1973 t/m 26-01-1974 | Hitnotering: 15-12-1973 t/m 26-01-1974 | Hitnotering: 15-12-1973 t/m 26-01-1974 | Hitnotering: 15-12-1973 t/m 26-01-1974 |
| Week:                                  | 1                                      | 2                                      | 3                                      | 4                                      | 5                                      | 6                                      |                                        |
| -------------------------------------- | -------------------------------------- | -------------------------------------- | -------------------------------------- | -------------------------------------- | -------------------------------------- | -------------------------------------- | -------------------------------------- |
| Positie:                               | 26                                     | 14                                     | 11                                     | 12                                     | 17                                     | 23                                     | uit                                    |

### VlaamseRadio 2 Top 30
| Hitnotering: 29-12-1973 t/m 16-03-1974 | Hitnotering: 29-12-1973 t/m 16-03-1974 | Hitnotering: 29-12-1973 t/m 16-03-1974 | Hitnotering: 29-12-1973 t/m 16-03-1974 | Hitnotering: 29-12-1973 t/m 16-03-1974 | Hitnotering: 29-12-1973 t/m 16-03-1974 | Hitnotering: 29-12-1973 t/m 16-03-1974 | Hitnotering: 29-12-1973 t/m 16-03-1974 | Hitnotering: 29-12-1973 t/m 16-03-1974 | Hitnotering: 29-12-1973 t/m 16-03-1974 | Hitnotering: 29-12-1973 t/m 16-03-1974 | Hitnotering: 29-12-1973 t/m 16-03-1974 | Hitnotering: 29-12-1973 t/m 16-03-1974 | Hitnotering: 29-12-1973 t/m 16-03-1974 |
| Week:                                  | 1                                      | 2                                      | 3                                      | 4                                      | 5                                      | 6                                      | 7                                      | 8                                      | 9                                      | 10                                     | 11                                     | 12                                     |                                        |
| -------------------------------------- | -------------------------------------- | -------------------------------------- | -------------------------------------- | -------------------------------------- | -------------------------------------- | -------------------------------------- | -------------------------------------- | -------------------------------------- | -------------------------------------- | -------------------------------------- | -------------------------------------- | -------------------------------------- | -------------------------------------- |
| Positie:                               | 9                                      | 12                                     | 11                                     | 8                                      | 7                                      | 8                                      | 8                                      | 13                                     | 9                                      | 26                                     | 29                                     | 27                                     | uit                                    |

### Evergreen Top 1000
| Evergreen Top 1000 "Put Your Head On My Shoulder" | Evergreen Top 1000 "Put Your Head On My Shoulder" | Evergreen Top 1000 "Put Your Head On My Shoulder" | Evergreen Top 1000 "Put Your Head On My Shoulder" | Evergreen Top 1000 "Put Your Head On My Shoulder" | Evergreen Top 1000 "Put Your Head On My Shoulder" | Evergreen Top 1000 "Put Your Head On My Shoulder" | Evergreen Top 1000 "Put Your Head On My Shoulder" | Evergreen Top 1000 "Put Your Head On My Shoulder" | Evergreen Top 1000 "Put Your Head On My Shoulder" | Evergreen Top 1000 "Put Your Head On My Shoulder" |
| Jaar                                              | 2008                                              | 2009                                              | 2010                                              | 2011                                              | 2012                                              | 2013                                              | 2014                                              | 2015                                              | 2016                                              | 2017                                              |
| ------------------------------------------------- | ------------------------------------------------- | ------------------------------------------------- | ------------------------------------------------- | ------------------------------------------------- | ------------------------------------------------- | ------------------------------------------------- | ------------------------------------------------- | ------------------------------------------------- | ------------------------------------------------- | ------------------------------------------------- |
| Positie                                           | -                                                 | -                                                 | -                                                 | -                                                 | -                                                 | -                                                 | -                                                 | 208                                               | -                                                 | -                                                 |

## Overige covers
- De eerste die het lied coverde was Ronnie Tober in 1967, maar haalde de hitparade niet.
- The Lettermen brachten hun versie uit in 1968, een notering werd in de Verenigde Staten gehaald, maar niet meer in Engeland.
- Enrique Gúzman nam het nummer op met de Spaanse titel Tu cabeza en mi hombro. In Spaanstalige gebieden werd dat de standaard van dat lied.
- Michael Bublé (beschermeling van Anka) nam het nummer op voor zijn debuutalbum Michael Bublé uit 2003.
- Gordon zong het nummer in aflevering zes van het eerste seizoen van De beste zangers van Nederland.